# Francesco Manenti
Francesco Manenti (* 26. června 1951 Sergnano) je italský římskokatolický duchovní a biskup Senigallie.

## Život
Narodil se 26. června 1951 v Sergnanu.
Vstoupil do kněžského semináře v Cremě. Teologické a filosofické vzdělání získal na Papežské teologické fakultě Severní Itálie v Miláně. Dne 28. června 1975 byl biskupem Carlem Manzianou vysvěcen na kněze a inkardinován do diecéze Crema. Stal se farním vikářem katedrály a roku 1985 vedoucím diecézního katechetického úřadu. Působil ve farnostech v Cremosanu a Monte Cremascu. Působil jako spirituál řeholní kongregace Dcer svaté Anděly Merici.
V letech 1988–2001 zastával funkci spirituála semináře a následně vedl diecézní centrum spirituality a diecézní úřad pro rodiny. Do svého biskupského jmenování vyučoval dogmatickou teologii v různých diecézních seminářích a v semináři Papežského institutu zahraničních misií v Monze. Roku 2006 byl jmenován generálním vikářem. Byl mu udělen titul Prelát Jeho Svatosti.
Dne 17. října 2015 jej papež František jmenoval biskupem Senigallie. Biskupské svěcení přijal 22. listopadu z rukou biskupa Oscara Cantoni a spolusvětiteli byli arcibiskup Carlo Ghidelli a biskupové Rosolino Bianchetti Boffelli, Giuseppe Orlandoni a Franco Croci.